# Ernesto Ayala
Ernesto Ayala Oliva (Santiago, 4 de abril de 1916-ibíd. 17 de junio de 2007) fue un ingeniero, empresario y dirigente gremial chileno, presidente de la Sociedad de Fomento Fabril (Sofofa) por cinco años y del grupo papelero y forestal Empresas CMPC, de la familia local Matte, por más de quince.
Fue el tercero de los seis hijos que tuvo el matrimonio conformado por Ricardo Ayala Venegas y Esmeralda Oliva Cruzat.

## Formación
Por el trabajo de su padre, quien era ingeniero civil de profesión y se desempeñaba en una empresa minera, vivió sus primeros años de vida en Antofagasta, en el norte del país. Tras esa experiencia volvió a la capital a realizar sus estudios en el Instituto Nacional General José Miguel Carrera, donde destacó por su buen desempeño académico. En esta etapa de su vida vivió en una casona arrendada cercana a la Plaza Baquedano, la que construyó su padre, y más tarde en el barrio San Borja.
El año 1939 se tituló como ingeniero civil por la Universidad de Chile. En la década del '30, como estudiante, le tocó conocer las empresas CMPC de los primeros tiempos, al realizar una práctica de vacaciones en la planta de Puente Alto. Ya titulado consiguió una beca para cursar un posgrado en la especialidad de ingeniería eléctrica en EE. UU.
Tras regresar de sus tres años en EE. UU. se casó con Adriana Marfil Labarca (fallecida en 2006) con quien tuvo seis hijos: Ernesto, Rebeca, Carmen, Adriana, Enrique y Jorge. Su hija Carmen es fundadora y directora del colegio Southern Cross en el sector oriente de Santiago.

## Primeros años como ingeniero
Comenzó su actividad laboral en el Ministerio de Obras Públicas, para luego ir a Corfo, como ingeniero jefe del Departamento Eléctrico, y Endesa, como administrador del sistema eléctrico de Pilmaiquén. Permaneció allí hasta el año 1945, cuando partió, como gerente general, a Fensa, puesto que había quedado vacante tras la muerte de su padre. Del mismo modo, al morir, su progenitor le dejó a la familia una herencia con la que los hermanos Ayala crearon una empresa textil.
Por esos años comenzó su trabajo gremial -también un legado paterno- en la Asociación de Industriales Metalúrgicos y Metalmecánicos (Asimet), de la que fue presidente entre 1952 y 1954. Esta entidad era muy poderosa en esos años, cuando el país andino crecía bajo la filosofía del desarrollo orientado hacia adentro y la industrialización por sustitución de importaciones era el gran objetivo.
También en esa época ingresó como accionista a Indura, empresa de soldajes y gases creada en 1948 con sus amigos de toda la vida Eugenio Heiremans y Hernán Briones (junto a él, los llamados Tres Mosqueteros), además de Eduardo Campino y Mario Vignola, en un pequeño taller en Cerrillos, en el sector surponiente de Santiago.

## Ejecutivo y líder gremial

### Sus años en CMPC
En 1957, siendo máximo ejecutivo de Fensa y cuando tenía poco más de cuarenta años, el ingeniero, hombre público y posteriormente presidente de la República, Jorge Alessandri, lo llamó a servir en CMPC, pidiéndole reemplazarlo como gerente general, ante la inminente campaña política.
Bajo su mando se llevó a cabo la expansión fabril hacia el sur del país, la construcción y ampliación de la fábrica de Laja que producía entre 600 y 700 mil toneladas de celulosa al año, en una época en que esa materia prima no se fabricaba en Chile, y la readecuación de la planta de Valdivia. También se inició la exportación de celulosa a América y al mundo.
Durante el gobierno de la Unidad Popular luchó por mantener en manos privadas la propiedad de CMPC, la cual buscaba ser expropiada por la administración del presidente Salvador Allende. En ese contexto, contrató los servicios de la agencia publicitaria Cruz y del Solar, la cual llevó adelante la campaña a nivel nacional en diarios y televisión que versaba "La Papelera No".
Tras desempeñarse, hasta julio de 1981, como gerente general pasó a la vicepresidencia, donde estuvo hasta la muerte de Jorge Alessandri, en 1986. Luego de ello fue presidente del directorio hasta 2002, cuando dejó su lugar a Eliodoro Matte Larraín.
Dejó definitivamente la compañía, en la que permanecía como director, en abril de 2005.
Simultáneamente, en octubre de 1995, fue nombrado presidente del Consejo de la Confederación Industrial de la Celulosa y el Papel Latinoamericano (Cicepla), cargo que ocupó hasta noviembre de 1997.

### Presidente de los industriales
Fue presidente de la Sofofa durante la dictadura militar, entre 1982 y 1987.
Durante su mandato el país vivió una de las más graves crisis económicas de su historia. Frente a ello, propuso una serie de iniciativas, como modificar la política de cambio fijo que regía la economía nacional, promoviendo una paridad cambiaría flexible en un rango alto; adoptar medidas que fomentaran las exportaciones; bajar las tasas de interés, que en su minuto no dudó en calificar de "letales"; a la vez que apoyó el mantenimiento de aranceles bajos y parejos. Además, insistió en la necesidad de que el Estado y sus empresas adquirieran insumos a industriales del país; y de que se implementase una política general para combatir el dumping y la competencia desleal de algunos productos importados.
En el año 2002 fue distinguido con el Premio Nacional Colegio de Ingenieros de Chile, máximo reconocimiento al aporte de un ingeniero al desarrollo de la profesión y del país.
Dejó de existir a las 8:40 del 17 de junio de 2007, tras casi veinte días internado en la Clínica de la Pontificia Universidad Católica de San Carlos de Apoquindo.